# Alalompolo (sjö i Muonio, Lappland, Finland)
Alalompolo eller Alalommol är en sjö i Finland. Den ligger i kommunen Muonio i landskapet Lappland, i den norra delen av landet, 900 km norr om huvudstaden Helsingfors. Alalommol ligger 236,1 meter över havet. Arean är 47,4 hektar och strandlinjen är 3,71 kilometer lång. Sjön  ingår i Torne älvs huvudavrinningsområde. 